# 日旺希勒诺布勒
日旺希勒诺布勒（法語：Givenchy-le-Noble，法語發音：[ʒivɑ̃ʃi lə nɔbl]）是法国上法蘭西大區加来海峡省的一个市镇，属于阿拉斯区。

## 地理
日旺希勒诺布勒（50°18'5"N, 2°29'47"E）面积2.52 平方千米，位于法国上法蘭西大區加来海峡省，该省份为法国北部沿海省份，西北濒北海，南至索姆省，东临北部省。
与日旺希勒诺布勒接壤的市镇（或旧市镇、城区）包括：维莱西尔西蒙、利涅勒伊、马南、昂布里讷。
日旺希勒诺布勒的时区为UTC+01:00、UTC+02:00（夏令时）。

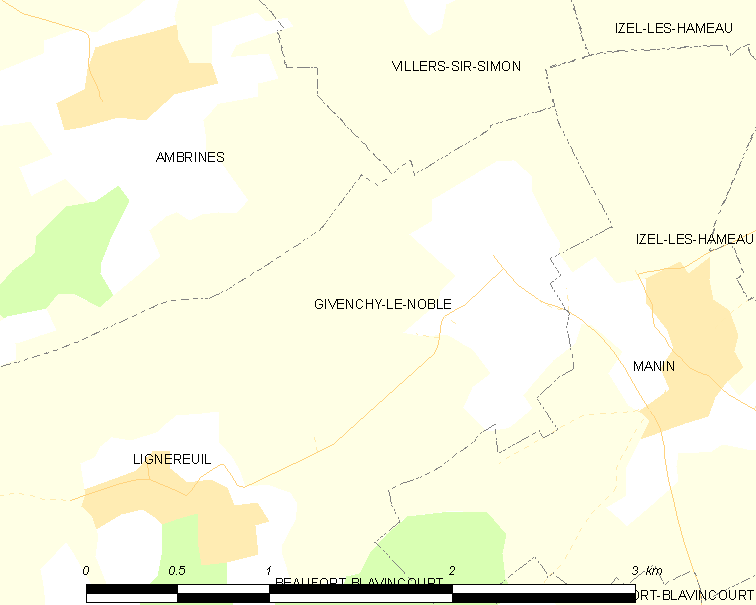
日旺希勒诺布勒的OSM定位图

## 行政
日旺希勒诺布勒的邮政编码为62810，INSEE市镇编码为62372。

## 政治
日旺希勒诺布勒所属的省级选区为阿韦讷勒孔特县。

## 人口

1962-2008年间日旺希勒诺布勒人口变化图示

日旺希勒诺布勒于2022年1月1日时的人口数量为152人。